# 卡帕拉奥
卡帕拉奥是巴西米纳斯吉拉斯州的一个市镇。总面积130.064平方公里，总人口4863人，人口密度37.4人/平方公里。